# Don Juan (película de 1998)
Don Juan es una película en francés de 1998 escrita y dirigida por Jacques Weber, protagonizada por el mismo Weber, junto a Michel Boujenah, Penélope Cruz y Emmanuelle Béart. El guion está basado en la obra de teatro Don Juan de Molière.

## Trama
Se ubica en España a mediados del siglo XVII. Una serie de guerras sangrientas ha devastado la nación. Don Juan el noble y sus sirvientes Sganarelle y La Violette recorren el campo a caballo, perseguidos por los hermanos Alonse y Carlos, quienes buscan venganza por el insulto al honor de su hermana, Doña Elvire. Don Juan seduce a dos mujeres jóvenes, Mathurine y Charlotte, que luchan entre sí para conquistar su corazón. Al final, Don Juan se encuentra con su padre y su madre y se arrepiente de sus pecados pasados.

## Reparto y personajes
- Jacques Weber como Don Juan
- Michel Boujenah como Sganarelle
- Emmanuelle Beart como Elvire
- Penélope Cruz como Mathurine
- Ariadna Gil como Charlotte
- Denis Lavant como Pierrot
- Michael Lonsdale como Don Luis
- Jacques Frantz como Don Alonse
- Pierre Gérard como Carlos
- Arnaud Bedouët como La Violette
- Philippe Khorsand como Monsieur Dimanche
- Lucas Uranga como Gossiper
- Pedro Casablanc como Lucas
- Claudia Gravy como la madre de Don Juan
- Xavier Thiam como La Ramée